# (231665) 7602 P-L
(231665) 7602 P-L là một tiểu hành tinh vành đai chính. Nó được phát hiện bởi Cornelis Johannes van Houten, Ingrid van Houten-Groeneveld, và Tom Gehrels ở Đài thiên văn Palomar ở Quận San Diego, California, ngày 17 tháng 10 năm 1960.